# 武州 (南梁)
武州，南朝时设置的州。
南朝梁太清四年（550年），分荆州置武州，治所武陵郡武陵县（今湖南常德市）。辖境相当今湖南沅江流域。后废。南朝陈天嘉元年（560年）复置武州，辖境扩大，下辖武陵郡临沅县、沅南县、漢寿县、龙陽县、酉陽县，沅陵郡沅陵县、盐泉县、大乡县、零陵县，夜郎郡夜郎县，南阳郡龙标县，药山郡药山、重华县，天门郡澧阳县、零阳县、临澧县、溇中县，南平郡孱陵县、作唐县、公安县、南安县、永安县，义阳郡安乡县、平氏县、厥西县。隋文帝开皇九年（589年）改名辰州。